# Gerlefalva
Gerlefalva (1899-ig Girócz, szlovákul: Girovce) község Szlovákiában, az Eperjesi kerület Varannói járásában.

## Fekvése
Varannótól 24 km-re északkeletre, az Olyka-patak jobb partján fekszik.

## Története
1408-ban említik először. Magyar neve az erdeiben élő sok gerléről származik.
A 18. század végén Vályi András így ír róla: „GIRÓTZ. Tót falu Zemplén Vármegyében, földes Urai több Uraságok, lakosai katolikusok, fekszik Kosarocz, és Giglocz között, dombos határja három nyomásbéli, gabonát, árpát, és zabot terem, erdője van, piatza Varannón.”
Fényes Elek 1851-ben kiadott geográfiai szótárában így ír a faluról: „Girócz, orosz falu, Zemplén vármegyében, Jankócz fil. 28 római, 80 g. kath., 8 zsidó lak., 179 h. szántófölddel. F. u. gr. Sztáray. Ut. p. Nagy-Mihály.”
Borovszky Samu monográfiasorozatának Zemplén vármegyét tárgyaló része szerint: „Gerlefalva, azelőtt Girócz. Az Olyka folyó mellett fekszik. Tót kisközség, mindössze 81 gör. kath. vallású lakossal és 16 házzal. Eleinte hol Gerócz, hol meg Gyrócz alakban találjuk feljegyezve. Első birtokosául 1494-ben Erdődi Bakócz Miklóst ismerjük. A sztropkói vár tartozéka volt, de újabban a Jekelfalussyaké, azután a báró 'Sennyeyeké lett, végre pedig a Bukovszky családé. Most nincs nagyobb birtokosa. Az 1663-iki pestis ezt a községet sem kímélte meg. A faluban gör. kath. templom van, mely 1700 körül épült. Ide tartozik Fűrésztelep is, mely azonban romokban hever. A község postája Göröginye, távírója és vasúti állomása pedig Homonna.”
1920 előtt Zemplén vármegye Sztropkói járásához tartozott.

## Népessége
| Év:            | 1994. | 2004.    | 2014.    | 2024.    |
| -------------- | ----- | -------- | -------- | -------- |
| Emberek száma: | 86    | 70       | 62       | 51       |
| Eltérés:       |       | -18,60 % | -11,42 % | -17,74 % |

| Év:            | 2023. | 2024. |
| -------------- | ----- | ----- |
| Emberek száma: | 51    | 51    |
| Eltérés:       |       | +0 %  |

1910-ben 132-en, többségében szlovákok lakták, jelentős lengyel kisebbséggel.
2001-ben 74 lakosából 73 szlovák volt.
2011-ben 68 lakosából 66 szlovák.

## Nevezetességei
- Szűz Mária tiszteletére szentelt római katolikus temploma 1741-ben épült.